# Obsteig
Obsteig is een gemeente in het district Imst van de Oostenrijkse deelstaat Tirol.
Obsteig is de meest westelijke gemeente van het Mieminger Plateau, boven het Oberinntal, aan de voet van het Miemingergebergte. De gemeente bestaat uit verspreide dorpen en gehuchten op voorgenoemd plateau. Bij de op 1126 m gelegen Holzleitensattel in het westen gaat het plateau met een groot hoogteverval over in het Gurgltal. Het hoofddorp Obsteig is gemakkelijk bereikbaar via de Inntal Autobahn, afslag Mötz. Andere woonkernen in de gemeente zijn Wald, Thal, Finsterfiecht, Roller, Langgarten, Holzleiten, Weisland, Aschland, Arzkasten, Mooswald, Oberstrass, Unterstrass, Gschwent en Schloß Klamm.
Het gebied rondom Obsteig is een geliefd wandelgebied en voor de winter zijn er diverse skipistes te vinden. Het Slot Klamm tussen Obsteig en Fronhausen, van waaruit ooit de transportroute vanaf Mötz werd bewaakt, diende in de Duitse televisieserie Der Bergdoktor als Slot Sonnenstein. De 25 m hoge waterval van de Klammbach is vanuit de burcht binnen enkele minuten bereikbaar.